# 層 (地質学)

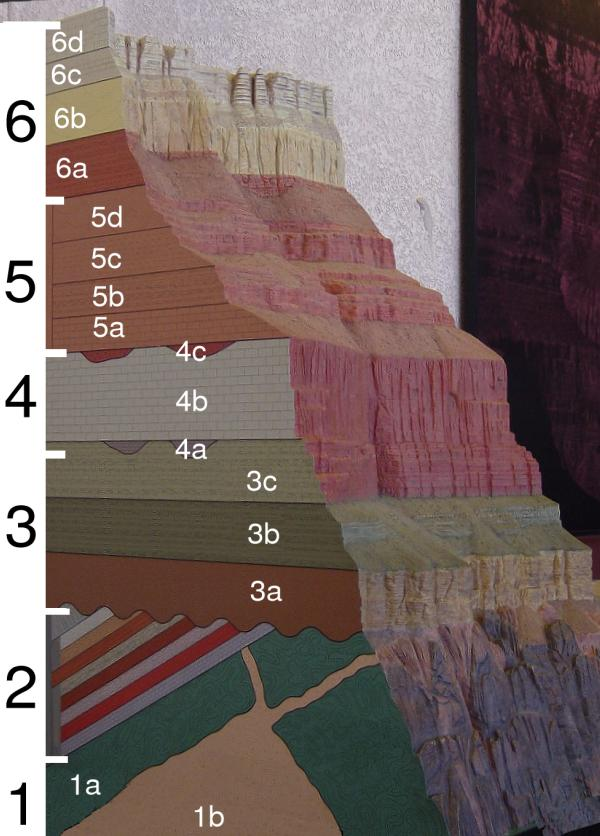
グランド・キャニオンの地質断面。白の番号は層、黒の番号は層の群にそれぞれ対応している。

層（英語: Formation）は、岩相層序単元の基本単位である。累層ともいう。

## 定義
層は、似たような岩相、堆積相などの特性をもつ岩層から構成される。岩層の厚さは層の定義と無関係であるため、層の厚さは様々である。
層は、地質図で表現される最小の地層の単位である。
層より細分化された層序単元は部層（member）とよばれる。逆に、複数の層を、岩相の共通性に基づいてひとまとめにした集合を層群（group）という。
層序学、特に岩相層序学において地層を解読していくときは、まず層を把握し、それから地層の比較・分布の解明・編年を行っていく。
層は当初、相対年代測定と重ね合わせの法則に基づいて、刻時点として記述されていた。18世紀と19世紀の地質学者と層序学者によって地球の歴史の区分が記述され、層が年代順に並べられた。
岩層は、何億年もの間続く可能性のある環境での堆積物によって形成される。例えば、西オーストラリア州のピルバラにあるハマーズリー盆地は原生代の堆積盆であり、最大1億2000万年の堆積がそのまま保存されている。ここでは、最大3億年が縞状の鉄の形成と頁岩の単一の層で表されている。ブラジルのパラナ盆地に位置するリオボニート層は主に砂岩から形成され、ブラジル南部で採掘される鉱物や石炭といった広範な堆積物を産出している。